# Danh sách giải thưởng và đề cử của Hina Khan
Hina Khan là một nữ diễn viên, nhà sản xuất và người mẫu người Ấn Độ tham gia các bộ phim bằng tiếng Hindi. Cô đã giành được nhiều giải thưởng, nhưng hầu hết các giải thưởng cô giành được nhờ vai diễn Akshara Maheshwari Singhania trong bộ phim Tình yêu diệu kỳ. Trong sự nghiệp của mình, cô đã ba lần đoạt giải thưởng Hàn lâm Truyền hình Ấn Độ, ba lần đoạt giải thưởng Truyền hình Ấn Độ và 6 lần đoạt Giải Vàng. Cô cũng từng nhận Giải Vàng cho hạng mục Nữ diễn viên vào vai phản diện xuất sắc nhất cho vai diễn Komolika Chaubey trong bộ phim Kasautii Zindagii Kay.

## Giải thưởng Hàn lâm Truyền hình Ấn Độ
| Năm  | Hạng mục                                    | Tác phẩm                   | Vai diễn          | Kết quả   |
| ---- | ------------------------------------------- | -------------------------- | ----------------- | --------- |
| 2009 | Nữ diễn viên xuất sắc nhất                  | Yeh Rishta Kya Kehlata Hai | Akshara Singhania | Đoạt giải |
| 2010 | Nữ diễn viên xuất sắc nhất                  | Yeh Rishta Kya Kehlata Hai | Akshara Singhania | Đề cử     |
| 2015 | Nữ diễn viên xuất sắc nhất                  | Yeh Rishta Kya Kehlata Hai | Akshara Singhania | Đoạt giải |
| 2023 | Nữ diễn viên chính xuất sắc phim chiếu mạng | Lines                      | Nazia             | Đoạt giải |

## Giải thưởng Truyền hình Ấn Độ
| Năm  | Hạng mục                                                                  | Tác phẩm              | Vai diễn                     | Kết quả   |
| ---- | ------------------------------------------------------------------------- | --------------------- | ---------------------------- | --------- |
| 2009 | Gương mặt mới nổi                                                         | Tình yêu diệu kỳ      | Akshara Maheshwari Singhania | Đoạt giải |
| 2009 | Nữ diễn viên chính xuất sắc nhất                                          | Tình yêu diệu kỳ      | Akshara Maheshwari Singhania | Đề cử     |
| 2010 | Nữ diễn viên chính xuất sắc nhất                                          | Tình yêu diệu kỳ      | Akshara Maheshwari Singhania | Đề cử     |
| 2012 | Nữ diễn viên chính xuất sắc nhất                                          | Tình yêu diệu kỳ      | Akshara Maheshwari Singhania | Đề cử     |
| 2019 | Nữ diễn viên vào vai phản diện xuất sắc nhất                              | Kasautii Zindagii Kay | Komolika Choubey             | Đoạt giải |
| 2019 | Nữ diễn viên vào vai phản diện xuất sắc nhất (do bồi thẩm đoàn bình chọn) | Kasautii Zindagii Kay | Komolika Choubey             | Đoạt giải |

## Giải thưởng Aspara
| Năm  | Hạng mục                                           | Tác phẩm         | Vai diễn                     | Kết quả |
| ---- | -------------------------------------------------- | ---------------- | ---------------------------- | ------- |
| 2012 | Nữ diễn viên xuất sắc nhất phim truyện truyền hình | Tình yêu diệu kỳ | Akshara Maheshwari Singhania | Đề cử   |

## Giải Vàng
| Năm  | Hạng mục                                                           | Tác phẩm              | Vai diễn                     | Kết quả   |
| ---- | ------------------------------------------------------------------ | --------------------- | ---------------------------- | --------- |
| 2010 | Gương mặt của năm                                                  | —                     | —                            | Đoạt giải |
| 2010 | Nữ diễn viên chính xuất sắc nhất                                   | Tình yêu diệu kỳ      | Akshara Maheshwari Singhania | Đề cử     |
| 2011 | Nữ diễn viên chính xuất sắc nhất                                   | Tình yêu diệu kỳ      | Akshara Maheshwari Singhania | Đề cử     |
| 2012 | Nữ diễn viên chính xuất sắc nhất                                   | Tình yêu diệu kỳ      | Akshara Maheshwari Singhania | Đề cử     |
| 2015 | Nữ diễn viên chính xuất sắc nhất                                   | Tình yêu diệu kỳ      | Akshara Maheshwari Singhania | Đoạt giải |
| 2016 | Cặp đôi màn ảnh nhỏ xuất sắc nhất (đoạt giải cùng với Karan Mehra) | Tình yêu diệu kỳ      | Akshara Maheshwari Singhania | Đoạt giải |
| 2018 | Diva phong cách nhất ngành công nghiệp điện ảnh                    | —                     | —                            | Đoạt giải |
| 2019 | Nữ diễn viên vào vai phản diện xuất sắc nhất                       | Kasautii Zindagii Kay | Komolika                     | Đoạt giải |
| 2019 | Nữ diễn viên có thể hình cân đối nhất                              | —                     | —                            | Đoạt giải |
| 2019 | Nhân vật truyền hình của năm                                       | —                     | —                            | Đoạt giải |

## Giải Quyến rũ và Phong cách Vàng
| Năm  | Hạng mục                                              | Tác phẩm | Vai diễn | Kết quả   |
| ---- | ----------------------------------------------------- | -------- | -------- | --------- |
| 2020 | Diva phong cách nhất trong ngành công nghiệp điện ảnh | —        | —        | Đoạt giải |
| 2020 | Diva phong cách nhất trên mạng xã hội                 | —        | —        | Đoạt giải |

## Giải Biểu tượng Vàng
| Năm  | Hạng mục                                     | Tác phẩm | Vai diễn | Kết quả   |
| ---- | -------------------------------------------- | -------- | -------- | --------- |
| 2021 | Nữ diễn viên biểu tượng nhất phim chiếu mạng | Lines    | Nazia    | Đoạt giải |
| 2023 | Diva có biểu tượng phong cách nhất           | —        | —        | Đoạt giải |

## Giải Biểu tượng Phong cách Bollywood Hungama
| Năm  | Hạng mục                               | Tác phẩm | Vai diễn | Kết quả |
| ---- | -------------------------------------- | -------- | -------- | ------- |
| 2023 | Nhân vật có phong cách tiên phong nhất | —        | —        | Đề cử   |